# Bambie Thug
Бэмби Рэй Робинсон (англ. Bambie Ray Robinson, род. 6 марта 1993 года), известная под своим сценическим псевдонимом Bambie Thug — ирландская певица, автор песен. Известна она тем, что в своей музыке смешивает множество жанров, придумав свой собственный термин «ouija-pop» из-за презрения к тому, что это относят к какому-то одному жанру. Музыка Робинсон вдохновлена различными темами, включая расставания, колдовство и наркотическую зависимость.
Bambie Thug представляла Ирландию на конкурсе песни «Евровидение-2024» с песней «Doomsday Blue». Первая небинарная артистка, представлявшая Ирландию на конкурсе песни «Евровидение». После победы на конкурсе Eurosong 2024 её песня получила широкое освещение в СМИ, особенно в местных ирландских СМИ, вызывая похвалу и критику со стороны различных ирландских деятелей и групп. В финале конкурса песни «Евровидение-2024» она заняла шестое место, став самой высокобалльной заявкой Ирландии и является лучшим результатом на конкурсе песни с 2000 года.

## Ранние годы
Робинсон родилась в Макруме, графство Корк, 6 марта 1993 года в семье отца-шведа из Стокгольма и матери из Корка; у неё три сестры. Она также выросла в Макруме. Учась в средней школе Святой Марии в Макруме, она была членом школьного хорового кружка, что помогло школе выиграть всеирландский конкурс школьных хоров. Первоначально она готовилась стать артистом балета, затем посещала Coláiste Stiofáin Naofa, планируя поступить в университет, чтобы изучать танцы. Затем она переехала в Лондон, чтобы учиться в Академии Урданга, после того как Урданг предоставил Робинсон частичную стипендию. Однако во время учёбы в колледже Робинсон сломала руку и перешла на изучение музыкального театра.
После окончания Урданга Робинсон в течение двух лет училась писать и петь поп-песни. Сначала Робинсон подписала контракт с неназванным агентством по поиску талантов; однако она ушла, потому что, по словам Робинсон, агентство хотело, чтобы она занялась бабблгам-попом.

## Карьера

### Евровидение-2024
11 января 2024 года Робинсон с песней «Doomsday Blue» была объявлена участницей Eurosong 2024, национального отбора Ирландии для участия в конкурсе песни «Евровидение-2024». Согласно интервью Irish Sun, она участвовала в конкурсе, чтобы «проклясть» воспоминания о том, как её изнасиловали в мае 2023 года, примерно за три недели до её дебютного выступления на фестивале. В национальном финале Робинсон победила и в голосовании национального жюри, и в телеголосовании, получив право представлять Ирландию. Дениз О’Донохью из Irish Examiner отметила популярность исполнителя в социальных сетях и в студии Late Late Show, где зрители призвали избирателей «послать ведьму».
На «Евровидении» Робинсон приняла участие в первом полуфинале 7 мая 2024 года, успешно пройдя в финал вместе с девятью другими исполнителями. В финале, который состоялся 11 мая, она заняла шестое место, став самым высокобалльным участником Ирландии и показав наилучший результат на конкурсе с 2000 года.

## Личная жизнь
В детстве у Робинсон был диагностирован СДВГ. В настоящее время она проживает в Восточном Лондоне. Известно, что Робинсон в прошлом подрабатывала диснеевской принцессой Ариэль на мероприятиях для детей-инвалидов.
Робинсон идентифицирует себя как небинарную личность и использует нейтральные местоимения «они/их» («they/them»). Также Bambie Thug неоднократно рассказывала о своём опыте в сообществе ЛГБТК+. В интервью для Gay Times Робинсон заявила: «Мне нравится быть частью крутой квир-сцены, набирающей популярность. У меня не было такого в детстве, поэтому важно иметь людей, с которыми ты можешь общаться, и музыку, которая говорит с тобой и даёт тебе больше свободы быть самим собой — больше квир-голосов. Это то, что, чёрт возьми, нужно миру».

## Дискография

### Альбомы
| Title        | Details                                                                                     |
| ------------ | ------------------------------------------------------------------------------------------- |
| Psilocyber   | - Дата релиза: 14 мая 2021 - Лейбл: Unity Records - Форматы: цифровая загрузка, стриминг    |
| High Romancy | - Дата релиза: 27 октября 2021 - Лейбл: Smol Records - Форматы: цифровая загрузка, стриминг |
| Cathexis     | - Дата релиза: 13 октября 2023 - Лейбл: Haus of Thug - Форматы: цифровая загрузка, стриминг |

### Синглы
| Сингл                                                                                      | Год  | Позиции в чартах | Позиции в чартах | Альбом              |
| Сингл                                                                                      | Год  | IRE              | LTU              | Альбом              |
| ------------------------------------------------------------------------------------------ | ---- | ---------------- | ---------------- | ------------------- |
| «Birthday»                                                                                 | 2021 | —                | —                | Psilocyber          |
| «P.M.P»                                                                                    | 2021 | —                | —                | High Romancy        |
| «Kawasaki (I Love It)»                                                                     | 2022 | —                | —                | внеальбомные синглы |
| «Headbang»                                                                                 | 2022 | —                | —                | внеальбомные синглы |
| «Tsunami (11:11)»                                                                          | 2022 | —                | —                | внеальбомные синглы |
| «Merry Christmas Baby»                                                                     | 2022 | —                | —                | внеальбомные синглы |
| «Egregore»                                                                                 | 2023 | —                | —                | Cathexis            |
| «Careless»                                                                                 | 2023 | —                | —                | Cathexis            |
| «Last Summer (I Know What You Did)» (совместно с Jinka)                                    | 2023 | —                | —                | Cathexis            |
| «Doomsday Blue»                                                                            | 2023 | 37               | 71               | Cathexis            |
| «—» обозначает запись, которая не вошла в чарты или не была выпущена на данной территории. |      |                  |                  |                     |